# Đánh bom Istanbul tháng 3 năm 2016
Ngày 19 tháng 3 năm 2016, một vụ đánh bom tự sát xảy ra ở quận Beyoğlu, Istanbul, Thổ Nhĩ Kỳ, trước văn phòng chủ tịch quận. Vụ tấn công xảy ra vào lúc 10:55 (EET) tại giao lộ đường phố Balo với đại lộ İstiklal, một trung tâm mua sắm  khiến ít nhất 5 người chết, bao gồm cả kẻ đánh bom. 36 người bị thương, trong đó 6 người bị thương nặng.. Trong số những người bị thương, 12 người là du khách ngoại quốc. Trong số những người thiệt mạng, hai người có hai quốc tịch Israel và Mỹ.
Cơ quan thẩm quyền Thổ Nhĩ Kỳ đã xác định được kẻ tấn công có liên quan đến Nhà nước Hồi giáo Iraq và Levant. Kẻ tấn công được xác định là Mehmet Ozturk, công dân Thổ Nhĩ Kỳ, sinh năm 1992 tại tỉnh Gaziantep, gần biên giới với Syria. Ozturk không hề có tiền án tiền sự, và đã có năm người bị bắt để điều tra.

## Phản ứng
- : Jean-Marc Ayrault, Bộ trưởng Ngoại giao Pháp, lên án vụ đánh bom, nói rằng "Tôi lên án mạnh mẽ hành động đê hèn và hèn nhát này đã gây ra cái chết của nhiều người," ông còn nói thêm rằng Paris biểu hiện đoàn kết với Thổ Nhĩ Kỳ.[5]
- : Bộ Ngoại giao Hy Lạp lên án các cuộc tấn công, phát hành một tuyên bố nói rằng, "Hy Lạp dứt khoát lên án chủ nghĩa khủng bố, bất kể nguồn nào, chúng tôi bày tỏ tình đoàn kết với những người dân Thổ Nhĩ Kỳ và gửi lời chia buồn sâu sắc của người dân Hy Lạp và chính phủ Hy Lạp đến các gia đình các nạn nhân. ".[6]
- : Mohammad Javad Zarif, Ngoại trưởng Iran, lên án vụ đánh bom và gọi nó là "vô nhân đạo".[7]
- : Pakistan lên án mạnh mẽ các vụ nổ tự sát ở Istanbul giết chết năm và làm bị thương nhiều người khác. Trong một tuyên bố của Bộ Ngoại giao: "Pakistan lên án hành động khủng bố này trong các thuật ngữ mạnh mẽ nhất và nhắc lại lời lên án của chủ nghĩa khủng bố dưới mọi hình thức và biểu hiện của nó".[8]
- : Hoa Kỳ lên án vụ tấn công khủng bố thông qua một tuyên bố của John Kirby, phát ngôn viên của Bộ Ngoại giao Hoa Kỳ, "Hoa Kỳ cực lực lên án vụ tấn công khủng bố ngày hôm nay trên đại lộ Istiklal của Istanbul. Chúng tôi gửi lời chia buồn sâu sắc đến các gia đình của những người bị thiệt mạng và chúng tôi hy vọng sự phục hồi nhanh chóng cho những người bị thương ", tuyên bố cho biết.[9]
- Liên hiệp quốc: Tổng thư ký Liên Hợp Quốc Ban Ki-moon đã lên án vụ đánh bom và kêu gọi các thủ phạm phải được đưa ra trước công lý, phù hợp với các nghĩa vụ nhân quyền.[10]